# Olympische Sommerspiele 2004/Bogenschießen

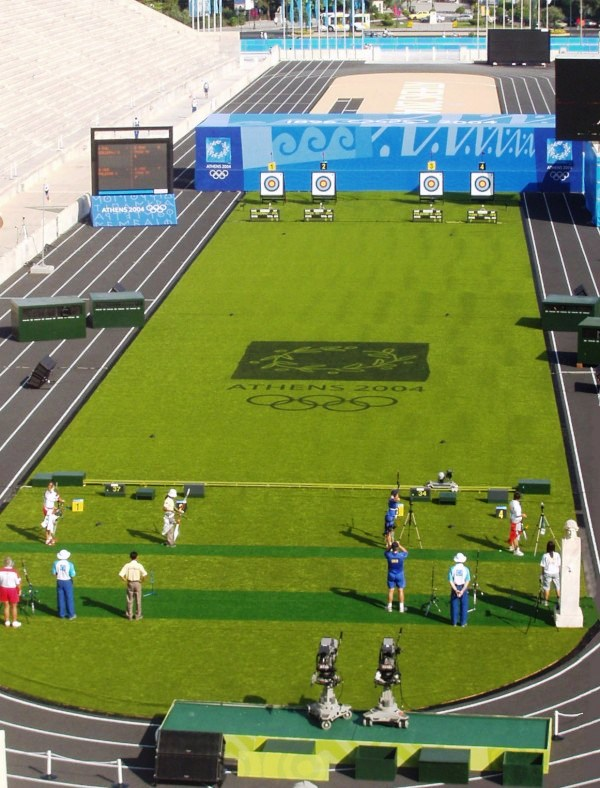
Bogenschießen im Panathinaikon-Stadion

Bei den XXVIII. Olympischen Spielen 2004 in Athen wurden vier Wettbewerbe im Bogenschießen ausgetragen. Austragungsort war das Panathinaikon-Stadion. Die Wettkämpfe fanden vom 15. bis 21. August statt.
Für beide Geschlechtern betrug die Wettkampfdistanz 70 Meter. Ebenfalls von beiden Geschlechtern wurde auf Zielauflagen mit einem Durchmesser von 1,22 Meter geschossen. Die Wettbewerbe wurden jeweils in Einzel und im Team ausgetragen.

## Modus

### Einzel
Das Turnier wurde, sowohl bei den Männern wie auch bei den Frauen, in drei Runden durchgeführt, dem Vorkampf, der Eliminationsrunde sowie der Finalrunde.
Im Vorkampf schossen alle Teilnehmer 72 Pfeile zur Ermittlung der Setzliste. Auf Grund der Ergebnisse der Setzliste setzten sich die Paarungen in der ersten Eliminationsrunde zusammen. In jedem Aufeinandertreffen der Eliminationsrunde schossen die Teilnehmer 18 Pfeile. In der Finalrunde (Viertelfinale, Halbfinale und Finale) wurden 12 Pfeile geschossen.

### Team
Das Turnier wurde, sowohl bei den Männern wie auch bei den Frauen, in drei Runden durchgeführt, dem Vorkampf, der Eliminationsrunde sowie der Finalrunde.
Im Vorkampf schossen alle drei Teilnehmer in jedem Team 72 Pfeile zur Ermittlung der Setzliste. Auf Grund der Ergebnisse der Setzliste setzten sich die Paarungen in der Eliminationsrunde zusammen. In den Treffen der Eliminationsrunde und der Finalrunde (Viertelfinale, Halbfinale und Finale) schossen die Teams dann jeweils 27 Pfeile (9 Pfeile je Schütze).

## Männer

### Einzel
| Platz | Land                   | Athlet           |
| ----- | ---------------------- | ---------------- |
| 1     | Italien                | Marco Galiazzo   |
| 2     | Japan                  | Hiroshi Yamamoto |
| 3     | Australien             | Tim Cuddihy      |
| 4     | Vereinigtes Königreich | Larry Godfrey    |
| 5     | Südkorea               | Park Kyung-mo    |
| 6     | Südkorea               | Im Dong-hyun     |
| 7     | Chinesisch Taipeh      | Chen Szu-yuan    |
| 8     | Vereinigte Staaten     | Vic Wunderle     |

Im Vorkampf schoss Im Dong-hyun mit 687 Ringen einen neuen Weltrekord. In den Finalrunden schossen Tim Cuddihy (340 Ringe) und Park Kyung-mo (173 Ringe) unterschiedliche olympische Rekorde.
Für Deutschland startete nur Michael Frankenberg, für Österreich und die Schweiz waren keine Schützen an Start. Im Vorkampf erreichte Michael Frankenberg mit 657 Ringen den 21. Platz. In der Eliminationsrunde traf Frankenberg zuerst auf den Russen Dmitry Nevmerzhitskiy und besiegte ihn. In der Runde der letzten 32 traf er dann jedoch auf den späteren Bronzemedaillengewinner Tim Cuddihy und unterlag ihm. Im Endklassement erreichte Michael Frankenberg den 21. Platz.

### Mannschaft
| Platz | Land               | Athleten                                         |
| ----- | ------------------ | ------------------------------------------------ |
| 1     | Südkorea           | Im Dong-hyun Jang Yong-ho Park Kyung-mo          |
| 2     | Chinesisch Taipeh  | Chen Szu-yuan Liu Ming-huang Wang Cheng-pang     |
| 3     | Ukraine            | Dmytro Hratschow Wiktor Ruban Oleksandr Serdjuk  |
| 4     | Vereinigte Staaten | Butch Johnson Vic Wunderle John Magera           |
| 5     | Niederlande        | Wietse van Alten Pieter Custers Ron van der Hoff |
| 6     | Australien         | Tim Cuddihy Simon Fairweather David Barnes       |
| 7     | Italien            | Marco Galiazzo Ilario Di Buò Michele Frangilli   |
| 8     | Japan              | Hiroshi Yamamoto Yuji Hamano Takaharu Furukawa   |

## Frauen

### Einzel
| Platz | Land                   | Athletin          |
| ----- | ---------------------- | ----------------- |
| 1     | Südkorea               | Park Sung-hyun    |
| 2     | Südkorea               | Lee Sung-jin      |
| 3     | Vereinigtes Königreich | Alison Williamson |
| 4     | Chinesisch Taipeh      | Yuan Shu-chi      |
| 5     | Südkorea               | Yun Mi-jin        |
| 6     | Chinesisch Taipeh      | Wu Hui-ju         |
| 7     | Griechenland           | Evangelia Psarra  |
| 8     | Volksrepublik China    | He Ying           |

Die Siegerin Park Sung-hyun schoss mit 682 Ringen im Vorkampf einen neuen Weltrekord.
Für Deutschland starteten drei Athletinnen: Anja Hitzler, Wiebke Nulle und Cornelia Pfohl. Für Österreich und die Schweizwaren keine Schützinnen an Start.
Im Vorkampf erreichte Cornelia Pfohl, mit 638 Ringen, Platz 18. Ihr folgten, mit 632 Ringen auf Platz 23, Anja Hitzler und mit 620 Ringen auf Platz 40, Wiebke Nulle.
In der Eliminationsrunde traf Anja Hitzler zuerst auf die Türkin Damla Gunay, welche sie besiegte. In der Runde der letzten 32 traf sie dann auf die spätere sechstplatzierte Wu Hui Ju und unterlag dieser erst im Stechen. Cornelia Pfohl traf in der Ausscheidungsrunde zuerst auf Marie-Pier Beaudet, welche sie besiegte, um in der nächsten Runde dann der Margarita Galinovskaya zu unterliegen. Wiebke Nulle traf auf die Türkin Zekiye Keskin Satir und unterlag ihr, bei gleicher Ringzahl, im Stechen.
Im Endklassement fanden sich Anja Hitzler auf Platz 21, Cornelia Pfohl auf Platz 22 und Wiebke Nulle auf Platz 48.

### Mannschaft
| Platz | Land                | Athletinnen                                          |
| ----- | ------------------- | ---------------------------------------------------- |
| 1     | Südkorea            | Lee Sung-jin Park Sung-hyun Yun Mi-jin               |
| 2     | Volksrepublik China | He Ying Zhang Juanjuan Lin Sang                      |
| 3     | Chinesisch Taipeh   | Chen Li-ju Wu Hui-ju Yuan Shu-chi                    |
| 4     | Frankreich          | Alexandra Folkard Bérengère Schuh Aurore Trayan      |
| 5     | Griechenland        | Evangelia Psarra Elpida Romantzi Fotini Vavatzi      |
| 6     | Ukraine             | Natalija Burdejna Tetjana Bereschna Kateryna Palekha |
| 7     | Deutschland         | Cornelia Pfohl Anja Hitzler Wiebke Nulle             |
| 8     | Indien              | Dola Banerjee Sumangala Sharma Reena Kumari          |